# Garfield (Texas)
Garfield es un lugar designado por el censo ubicado en el condado de Travis en el estado estadounidense de Texas. En el Censo de 2010 tenía una población de 1.698 habitantes y una densidad poblacional de 53,79 personas por km².

## Geografía
Garfield se encuentra ubicado en las coordenadas 30°12′6″N 97°34′2″O / 30.20167, -97.56722. Según la Oficina del Censo de los Estados Unidos, Garfield tiene una superficie total de 31.57 km², de la cual 30.95 km² corresponden a tierra firme y (1.97%) 0.62 km² es agua.

## Demografía
Según el censo de 2010, había 1.698 personas residiendo en Garfield. La densidad de población era de 53,79 hab./km². De los 1.698 habitantes, Garfield estaba compuesto por el 74.91% blancos, el 2.59% eran afroamericanos, el 0.53% eran amerindios, el 0.47% eran asiáticos, el 0.12% eran isleños del Pacífico, el 17.08% eran de otras razas y el 4.3% pertenecían a dos o más razas. Del total de la población el 46.29% eran hispanos o latinos de cualquier raza.

## Educación
El Distrito Escolar Independiente de Del Valle gestiona las escuelas públicas que sirven a la comunidad. Las primarias de Del Valle y Hornsby-Dunlap sirven a la comunidad. Las secundarias Dailey y Del Valle sirven a la comunidad. La Escuela Preparatoria Del Valle (Del Valle High School) sirve a la comunidad.
El East Travis Gateway Library District gestiona la Garfield Library (Biblioteca de Garfield).